# Sinfonia n. 10 (Schubert)

La Sinfonia n. 10 in re maggiore di Franz Schubert, Op. D 936A, è un'opera incompiuta, sopravvissuta in uno schizzo per pianoforte. Scritta durante le ultime settimane della breve vita del compositore, fu correttamente identificata solo negli anni '70. Fu orchestrata da Brian Newbould in un completamento che fu successivamente eseguito, pubblicato e inciso.

## Storia contemporanea
La bozza sembra risalire alle ultime settimane di vita del compositore, nell'ottobre-novembre 1828, e si presume sia l'Ultima sinfonia (Letzte Symphonie) menzionata dall'amico Eduard von Bauernfeld in un apprezzamento di Schubert pubblicato nella Wiener Zeitschrift für Kunst, Literatur, Theater und Mode del 13 giugno 1829.
La musica della sinfonia appare in una certa misura esplorativa e contiene elementi insoliti, in particolare la forma ibrida del terzo movimento e la natura altamente contrappuntistica di gran parte del materiale. Le bozze per il terzo movimento si mescolano a diversi esercizi di contrappunto, il che suggerisce che è in qualche modo correlato alla singola lezione di contrappunto che Schubert prese da Simon Sechter, poche settimane prima della sua morte nel 1828.

## Materiale musicale esistente
Gli schizzi sono scritti su due pentagrammi, con la voce principale e le armonie che vanno dal completato al parzialmente accennato. Il manoscritto contiene circa 30 indicazioni strumentali, a conferma che l'orchestra prescelta aveva dimensioni simili a quella dell'ottava e della nona sinfonia, con un trio di tromboni.
Il manoscritto contiene schizzi di tre movimenti, ognuno con differenti tempi. Gli studiosi concordano sul fatto che il secondo movimento è praticamente completato, mentre i due movimenti esterni sono in forma meno completa. Secondo il compositore, direttore d'orchestra ed esperto di Schubert Brian Newbould, il secondo e il terzo movimento sono completi negli schizzi, con il primo a cui manca solo la ricapitolazione.

### Primo movimento
Allegro maestoso in re maggiore, 4⁄4

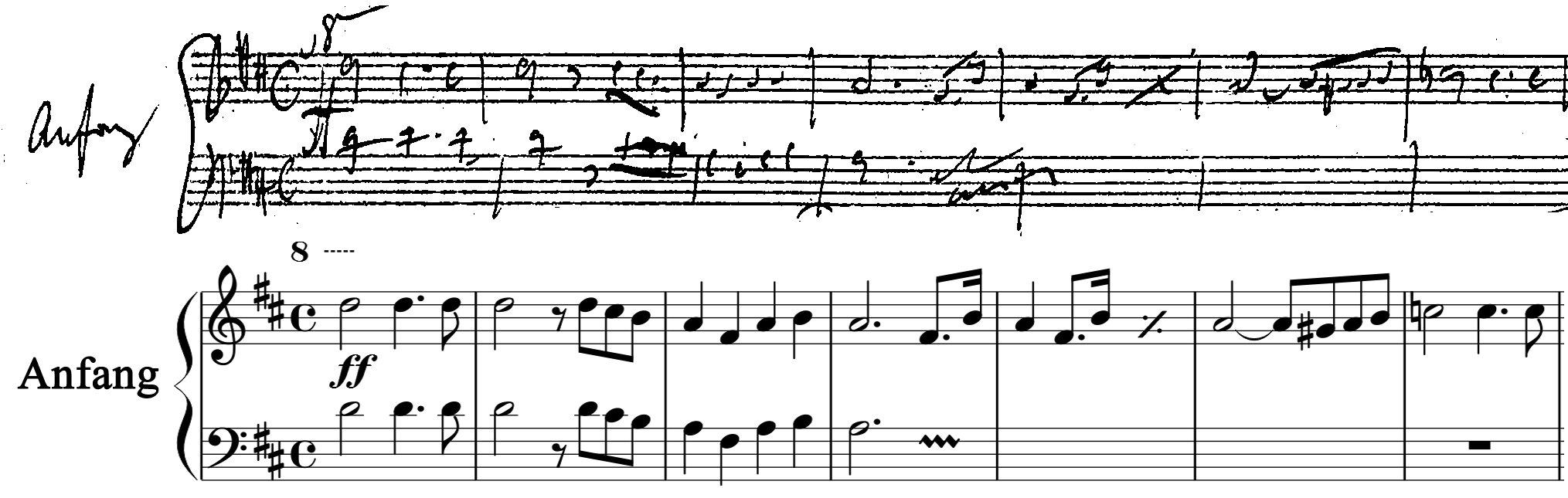
Inizio del primo movimento nel manoscritto di Schubert. Nell'esposizione di questo movimento in forma-sonata, il compositore cancellò il primo gruppo di temi e la transizione e scrisse una versione rivista in una pagina separata. Per evitare confusioni, era etichettato Anfang ("inizio").

Per il primo movimento, in forma-sonata, Schubert scrisse l'intera esposizione; ha però cancellato il primo gruppo di temi e la transizione e li ha riscritti nella pagina seguente; questi portano al secondo tema come scritto nella prima bozza. Dopo aver terminato l'esposizione in diverse cadenze in la maggiore, il tempo cambia da Allegro maestoso ad Andante e si stabilisce la nuova chiave di si bem. min. Questa nuova sezione, che funge da sviluppo non convenzionale, presenta una solenne variazione tipo-corale del secondo tema interpretato dai tromboni. Secondo Newbould, è scritto l'intero sviluppo, ma non vi è alcuna ricapitolazione. In realtà molti schizzi delle opere finite di Schubert mancano della ricapitolazione (come le sue ultime sonate per pianoforte), poiché è essenzialmente una ripetizione parzialmente trasposta dell'esposizione. Poi una serie di brevi "moduli" contrassegnati da Presto servono da schizzi per la coda del movimento.

### Secondo movimento
Andante in si minore, 3⁄8

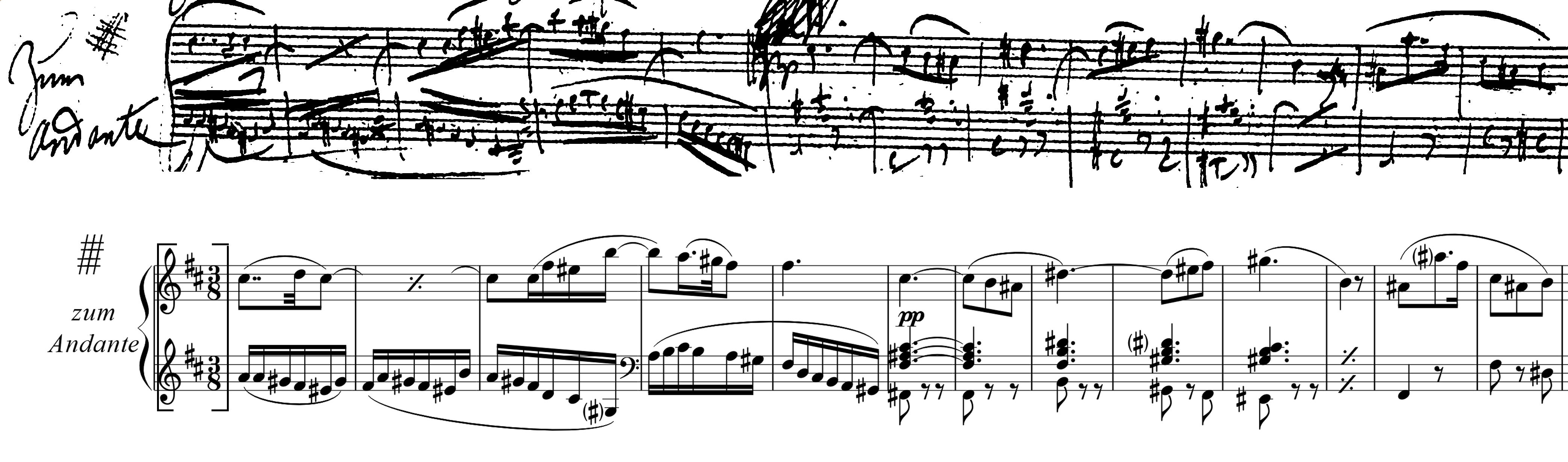
Come ripensamento, Schubert aggiunse un tema in fa diesis magg. alla fine dell'esposizione del secondo movimento, scritto su una pagina separata. Per evitare confusioni, il passaggio è stato etichettato zum Andante ("per l'Andante"). Le prime cinque battute sono già presenti nella redazione originale del movimento. Un segno tipo questo (#) simile a quello sulla sinistra fu scritto sul punto dell'andante in cui il frammento doveva essere inframmezzato.

Il secondo movimento, il cui lirismo ricorda il Winterreise del compositore, oltre a prefigurare il Kindertotenlieder di Mahler, è anch'esso presentato in forma-sonata. Nello schizzo Schubert ha cancellato la coda, nonostante nessuna apparente qualità in calo. Inoltre un ossessionante (nelle parole di Newbould) melodia in fa diesis magg. alla fine del secondo gruppo tematico dell'esposizione non riappare più tardi nel movimento (era stata aggiunta come ripensamento in un'altra pagina, apparentemente dopo aver scartato la coda).
Newbould afferma che la melodia in fa diesis magg. era "troppo bella" per essere ascoltata una sola volta e l'intenzione di Schubert era di ripeterla nella ricapitolazione (nella tonica maggiore, si magg.) prima della coda (come previsto nella forma-sonata), ma che lasciò quei dettagli a parte e iniziò invece il terzo movimento.

### Terzo movimento
Lo Scherzo (Allegro moderato nell'edizione di Newbould) in re magg., 2⁄4

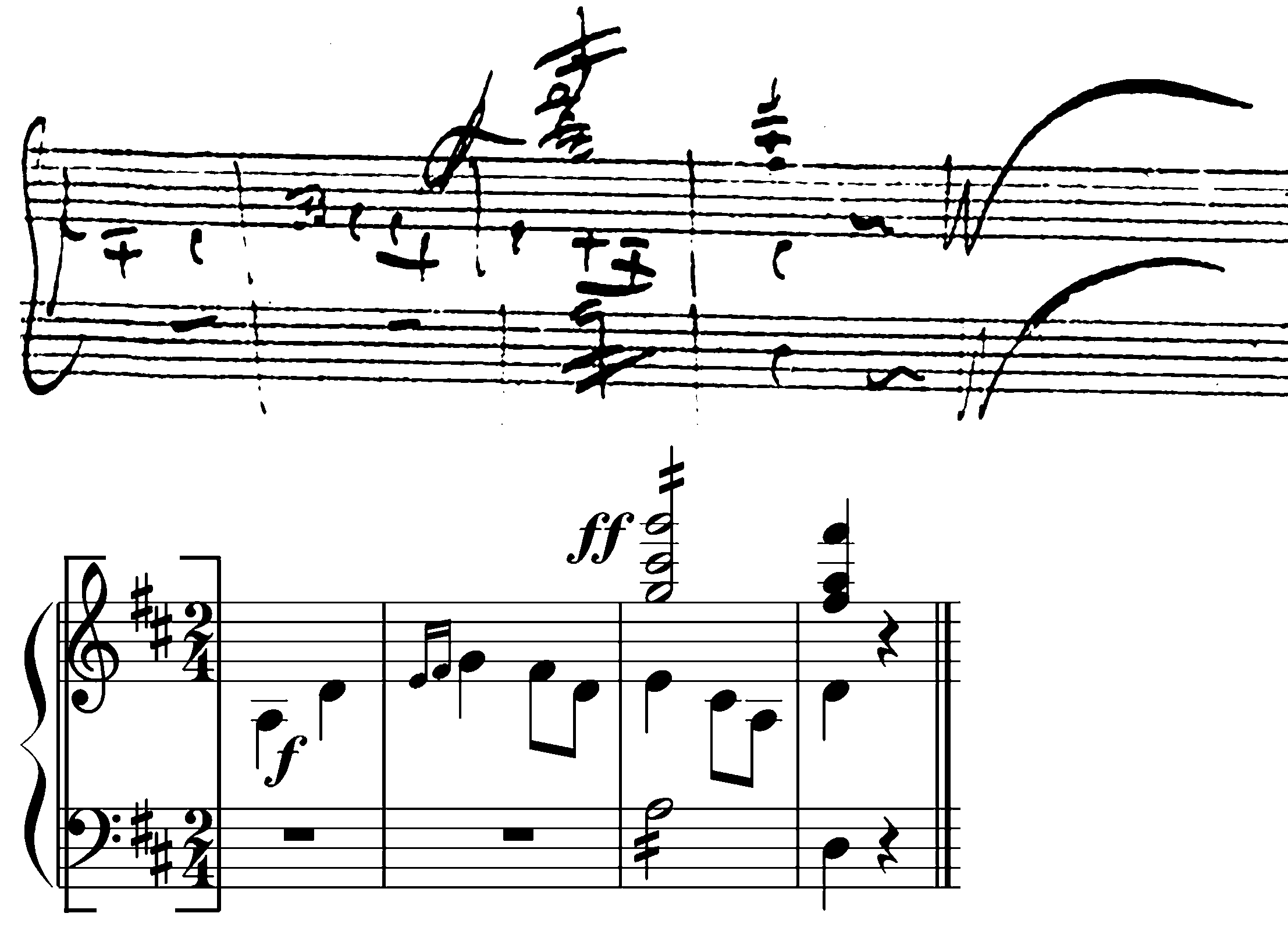
Ultime 4 misure del terzo movimento, con il motivo che lo ha aperto (notare la barra finale). Pur essendo composto da diverse sezioni non ordinate, secondo Newbould, il movimento è completo.

Il terzo movimento fu inizialmente etichettato "scherzo", nonostante fosse in 2⁄4. Dopo aver scritto alcune battute, Schubert lo lasciò da parte, riempiendo invece la pagina di esercizi di contrappunto per testare la compatibilità degli elementi, al fine di dare una logica continuazione all'apertura originale. In un'altra pagina, il movimento ricomincia ancora, questa volta materializzandosi in un movimento completo che diventa il finale della sinfonia (secondo Newbould). Il movimento non è convenzionale, né come scherzo né come finale. Quello che era inteso come il trio di uno scherzo in forma ternaria nella prima bozza, divenne un episodio in seguito, mentre il pezzo fu rimodellato in un rondò. Il movimento è pieno di contrappunto (canoni, contrappunto invertibile, fugato, potenziamento) e i due temi principali (i temi "scherzo" e "trio" originali) si sovrappongono alla fine della sinfonia. Secondo Newbould molte sezioni di medie dimensioni del movimento devono essere rimescolate per comprendere il movimento e che due di loro sono state scartate (nonostante non siano state esplicitamente eliminate nel manoscritto) poiché il loro materiale o la loro funzione sono stati superati da altri.

## Completamento di Newbould
Secondo Newbould l'esposizione e lo sviluppo del primo movimento sono scritti completamente, quindi la ricapitolazione si basa sull'esposizione, con le relative trasposizioni. Sono state aggiunte solo 11 battute basate su materiale di transizione precedente o composte da Newbould. Per quanto riguarda la coda, la sua ricostruzione divenne più speculativa, ma Schubert ha lasciato una serie di moduli contrassegnati presto che hanno chiarito il piano generale. A suo avviso, il compositore ha lasciato abbastanza indizi per decidere l'ordine corretto dei moduli.
Per il secondo movimento, Newbould ha ripetuto la melodia in fa diesis magg. (questa volta nella tonica, si maggiore) alla fine della ricapitolazione, in analogia con l'esposizione. Ha usato anche la coda che Schubert aveva scartato, poiché, a suo avviso, era stata cancellata per riaffermare la melodia precedente.
Per il terzo movimento Newbould rimescolò alcune sezioni (poiché non erano in ordine, a suo avviso) e scartò due di esse, che a suo avviso erano state scartate da Schubert (nonostante nessuna cancellazione esplicita nel manoscritto) come materiale o funzione che era stato superato da altre sezioni.

### Aggiunte di Bartholomée
Il direttore belga Pierre Bartholomée ha visto il completamento di Newbould come troppo rispettoso e conservatore. In seguito ha riarmonizzato parti di esso per adattarsi alla sua idea del tardo stile di Schubert e ha dato maggiore sviluppo alle voci contrappuntali solo accennate nel manoscritto. Ha anche dato ai fiati ruoli più importanti. Aggiunge anche lo scherzo dal frammento sinfonico D 708A come terzo movimento. Sotto questo aspetto, l'edizione di Bartholomée è discutibile poiché il frammento sembra essere stato concepito da Schubert in una forma a tre movimenti, con il terzo movimento che combina elementi di uno scherzo e un rondò. Inoltre Bartholomée non ha rispettato gli strumenti disponibili ai tempi di Schubert, nello scrivere per corni e trombe cromatiche.

## Opere relative
Rendering di Luciano Berio, composta nel 1989, si basa sugli schizzi di questa sinfonia.